# Brittiska mästerskapet 1966/1967
Brittiska mästerskapet 1966/1967 var den 73:e upplagan av Brittiska mästerskapet i fotboll. Turneringen var även en del av de brittiska landslagens kvalspel till Europamästerskapet 1968

## Tabell
| Nr | Lag       | S | V | O | F | GM | IM | MS | P |
| -- | --------- | - | - | - | - | -- | -- | -- | - |
| 1  | Skottland | 3 | 2 | 1 | 0 | 6  | 4  | +2 | 5 |
| 2  | England   | 3 | 2 | 0 | 1 | 9  | 4  | +5 | 4 |
| 3  | Wales     | 3 | 0 | 2 | 1 | 2  | 6  | −4 | 2 |
| 4  | Irland    | 3 | 0 | 1 | 2 | 1  | 4  | −3 | 1 |

## Matcher
|  | 22 oktober 1966 | Wales          | 1 – 1           | Skottland     | Ninian Park                                              |                                                          |
|  |                 | Ron Davies 77′ | (0 – 0) Rapport | 86′ Denis Law | Cardiff Publik: 32 500 Domare: Kenneth Dagnall (England) | Cardiff Publik: 32 500 Domare: Kenneth Dagnall (England) |
|  |                 |                |                 |               | Cardiff Publik: 32 500 Domare: Kenneth Dagnall (England) | Cardiff Publik: 32 500 Domare: Kenneth Dagnall (England) |
|  |                 |                |                 |               | Cardiff Publik: 32 500 Domare: Kenneth Dagnall (England) | Cardiff Publik: 32 500 Domare: Kenneth Dagnall (England) |

|  | 22 oktober 1966 | Irland | 0 – 2           | England                          | Windsor Park                                                      |                                                                   |
|  |                 |        | (0 – 1) Rapport | 40′ Roger Hunt 60′ Martin Peters | Belfast Publik: 48 600 Domare: Robert Holley Davidson (Skottland) | Belfast Publik: 48 600 Domare: Robert Holley Davidson (Skottland) |
|  |                 |        |                 |                                  | Belfast Publik: 48 600 Domare: Robert Holley Davidson (Skottland) | Belfast Publik: 48 600 Domare: Robert Holley Davidson (Skottland) |
|  |                 |        |                 |                                  | Belfast Publik: 48 600 Domare: Robert Holley Davidson (Skottland) | Belfast Publik: 48 600 Domare: Robert Holley Davidson (Skottland) |

|  | 16 november 1966 | Skottland                          | 2 – 1           | Irland             | Hampden Park                                               |                                                            |
|  |                  | Bobby Murdoch 35′ Bobby Lennox 40′ | (2 – 1) Rapport | 9′ Jimmy Nicholson | Glasgow Publik: 45 281 Domare: John Keith Taylor (England) | Glasgow Publik: 45 281 Domare: John Keith Taylor (England) |
|  |                  |                                    |                 |                    | Glasgow Publik: 45 281 Domare: John Keith Taylor (England) | Glasgow Publik: 45 281 Domare: John Keith Taylor (England) |
|  |                  |                                    |                 |                    | Glasgow Publik: 45 281 Domare: John Keith Taylor (England) | Glasgow Publik: 45 281 Domare: John Keith Taylor (England) |

|  | 16 november 1966 | England                                                                              | 5 – 1           | Wales          | Wembley Stadium                                          |                                                          |
|  |                  | Geoff Hurst 30′, 34′ Bobby Charlton 43′ Terry Hennessey 65′ (sjm.) Jack Charlton 84′ | (3 – 1) Rapport | 36′ Wyn Davies | London Publik: 76 000 Domare: Thomas Wharton (Skottland) | London Publik: 76 000 Domare: Thomas Wharton (Skottland) |
|  |                  |                                                                                      |                 |                | London Publik: 76 000 Domare: Thomas Wharton (Skottland) | London Publik: 76 000 Domare: Thomas Wharton (Skottland) |
|  |                  |                                                                                      |                 |                | London Publik: 76 000 Domare: Thomas Wharton (Skottland) | London Publik: 76 000 Domare: Thomas Wharton (Skottland) |

|  | 12 april 1967 | Irland | 0 – 0           | Wales | Windsor Park                                          |                                                       |
|  |               |        | (0 – 0) Rapport |       | Belfast Publik: 17 000 Domare: Kevin Howley (England) | Belfast Publik: 17 000 Domare: Kevin Howley (England) |
|  |               |        |                 |       | Belfast Publik: 17 000 Domare: Kevin Howley (England) | Belfast Publik: 17 000 Domare: Kevin Howley (England) |
|  |               |        |                 |       | Belfast Publik: 17 000 Domare: Kevin Howley (England) | Belfast Publik: 17 000 Domare: Kevin Howley (England) |

|  | 15 april 1967 | England                           | 2 – 3           | Skottland                                        | Wembley Stadium                                                   |                                                                   |
|  |               | Jack Charlton 84′ Geoff Hurst 88′ | (0 – 1) Rapport | 27′ Denis Law 78′ Bobby Lennox 87′ Jim McCalliog | London Publik: 100 000 Domare: Gerhard Schulenburg (Västtyskland) | London Publik: 100 000 Domare: Gerhard Schulenburg (Västtyskland) |
|  |               |                                   |                 |                                                  | London Publik: 100 000 Domare: Gerhard Schulenburg (Västtyskland) | London Publik: 100 000 Domare: Gerhard Schulenburg (Västtyskland) |
|  |               |                                   |                 |                                                  | London Publik: 100 000 Domare: Gerhard Schulenburg (Västtyskland) | London Publik: 100 000 Domare: Gerhard Schulenburg (Västtyskland) |